# Pustec
Pustec est une municipalité d'Albanie, appartenant à la préfecture de Korçë. Sa population est de 3 290 habitants en 2011.
La municipalité regroupe neuf villages répartis principalement le long de la rive albanaise sud-ouest du lac Prespa. Elle appartient à la région de Mala Prespa, qui abrite une grande partie de la minorité ethnique macédonienne du pays. Les langues officielles de la municipalité sont l'albanais et le macédonien.